# Timebomb (película)
Timebomb (Treinta minutos para morir en España y Bomba de tiempo en Hispanoamérica)  es una película de acción estadounidense dirigida por Avi Nesher y protagonizada por Michael Biehn.

## Argumento
Eddy Kay es un joven relojero que vive en Los Ángeles y salva a una mujer durante un incendio. Su valerosa acción es vista a través de la televisión por el ejército, que empieza una implacable persecución para matarlo. Sobrevive a varios intentos de asesinato. Es entonces cuando descubre que tiene muy grandes capacidades de lucha de todo tipo y otras habilidades que no sabía que tenía. También empieza a tener recuerdos que no encajan con la persona que es, al igual que descubre que Eddie Kay no es su verdadero nombre.
Por ello empieza a hacer una búsqueda para averiguar su pasado. En esa búsqueda le ayuda la Dra. Anna Nolmar mientras que asesinos implacables del ejército al mando del coronel Taylor los persiguen para matarlos.

## Reparto
- Michael Biehn - Eddie Kay
- Patsy Kensit - Dr. Anna Nolmar
- Tracy Scoggins - Sra. Blue
- Robert Culp - Sr. Phillips
- Richard Jordan - Coronel Taylor
- Raymond St. Jacques - Detective Sanchez
- Billy Blanks - Sr. Brown

## Producción
En un principio la película fue concebida para ser protagonizada por conocidos actores de este género como Chuck Norris o Jean-Claude Van Damme. Pero el director, Avi Nesher, decidió dar el papel a Michael Biehn, ya que su interpretación en la película Abyss le convenció totalmente para que lo hiciese.
La película se rodó entre el 16 de abril de 1991 y el 15 de junio de 1990 en Valencia, California.